# Примікірій

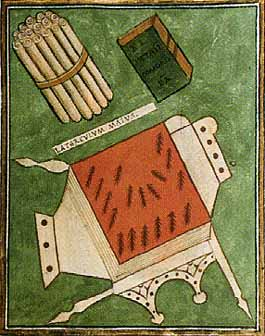
Приладдя примікірія нотаріїв згідно з Notitia Dignitatum

Примікірій (дав.-гр. πριμικήριος, лат. primicerius) - у візантійській системі посад перший у деякій групі чиновників. Латинське слово primicerius походить від виразу primus in cera, який писався першим у списку на навощеній дощечці. Термін використовувався у різних сферах життя з періоду Домінату до падіння імперії.
- Військові примікірії були спочатку в палацовій сторожі, а потім серед вестіаритів[en], манглавитів[en], вардаріотів[en] і варягів[1].
- Придворні примікірії складалися переважно з євнухів. Примікірій священної опочивальні (primicerius sacri cubiculi) згадується в Notitia Dignitatum, а з правління Олексія I відомі примікірії двору. З сигілографічних джерел відомі примікірії різних палацових служб, наприклад, вестиаріїв[en][1].
- Громадянські примікірії були, переважно, серед нотаріїв і табуларіїв (дав.-гр. πριμικήριος των ταβουλαριων)[1].
- Церковні примікірії були в різних групах, анагностів, півчих та ін[1]. Примікірій півчих був першим у п'ятій пентаді, примікірій читців - першим у восьмій пентаді[2]. Церковні примікірії згадуються вже в діяннях Ефеського собору 431[2].

Наприкінці XI століття з'явився титул великого примікірія, першим відомим носієм якого був полководець Олексія I Татій. Згідно з «Трактатом про посади» Псевдо-Кодіна, великий примікірій був однією з вищих посад, вищим за великий коностав і великого логофета, але до XV століття значення титулу зменшилося.

## У християнстві
У церковній практиці примакірієм часто називається свещеносець або лампадчик-церковнослужитель, в обов'язок якого входить носіння перед архієреєм при його служінні лампади або свічника з однією свічкою, на відміну від дикірія - підсвічника з двома свічками, або від трикірія - з трьома свічками.